# 冷凍みかん (曲)
冷凍みかん（れいとうみかん）は、GTPの3枚目のシングル。フォーライフミュージックエンタテイメントから2006年4月5日にリリースされた。

## 概要
- 「およげ!たいやきくん」・「だんご3兄弟」・「おさかな天国」などに続く、冷凍みかんを題材にした新たな「食べ物ソング」としてマスメディアで話題になり[1]、特に静岡県のFMラジオ局、K-MIXのチャートでは19週連続で1位にランキングされるほど人気となった。

## タイアップ
- 冷凍みかん
  - 北陸朝日放送・朝日ニュースター（テレビ朝日系）「KID'S NEWS」エンディングテーマ
  - CBC「晴れ・どきドキ晴れ」オープニングテーマ

## 収録曲
1. 冷凍みかん
2. ビオラ
3. 冷凍みかん （カラオケ）
4. ビオラ （カラオケ）

## その他
- Jリーグ・清水エスパルスマスコットのパルちゃんが、ホームゲーム開始前に行う「パルちゃんショー」の演目の一つに、冷凍みかんをBGMにした演目がある。同一曲の使用は1シーズン通常1～2回であるが、冷凍みかんは2006年シーズンで4回使われ、4回とも勝利しており「冷凍みかん不敗神話」が語られている。パルちゃんショーではその時の流行の曲を取り入れている。
- 2017年に静岡第一テレビの番組「バックキングカム宮殿」の企画で、同局の臼井佑奈アナウンサーがGTPの依頼で代打として冷凍みかんを歌ったが、この時も勝利している。
- GTPは2008年12月31日をもって音楽活動を休止しているが、冷凍みかんは2008年にももいろクローバーが、2015年に3B juniorが、2019年にかみやどがカバーしている。